# ベン・フォールズ・ファイヴ
ベン・フォールズ・ファイヴ（Ben Folds Five）は、ノースカロライナ州チャペルヒルで結成された、ピアノを主体としたスリーピースのロックバンドである。1994年に結成され、2000年11月に解散した。2008年に地元チャペルヒルにて、ベン・フォールズ・ファイヴ名義でライブを行った。

## メンバー

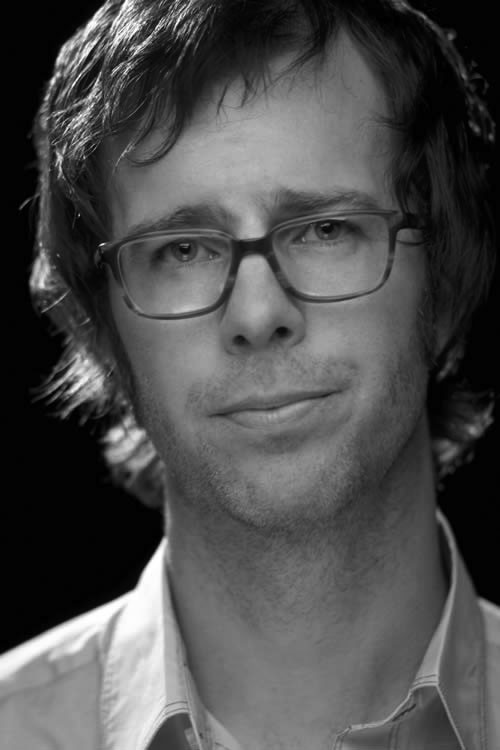
ベン・フォールズ

- ベン・フォールズ：（Benjamin Scott Folds, 1966年9月12日生）
ボーカルとピアノ担当で、フロントマンであり、ほとんどの作曲を担当した。 バンドの解散後はソロで活躍している。
- ロバート・スレッジ：（Robert Sledge, 1968年3月9日生）
ベースおよびコーラスを担当していた。解散後は、2004年までインターナショナル・オレンジ（International Orange）でベースを担当していた。
- ダレン・ジェシー：（Darren Jessee, 1971年4月8日生）
ドラムスとコーラスを担当していた。 ベジタリアンである。解散後は、ホテル・ライツ（hotellights）のボーカルとギターをつとめる。

## 特徴
ロックには珍しい、ピアノを中心としたギターレスバンドであった。 解散までに4枚のアルバム、6枚のシングル、解散後に1枚のDVDをリリースしている。1996年2月の初来日公演の大成功や、テレビドラマ『ロングバケーション』の効果もあって、ファースト・アルバム『ベン・フォールズ・ファイヴ』が本国よりも先に日本でヒットした。そのため、日本盤のセカンド・アルバムには「ソング・フォー・ザ・ダンプド」（Song For The Dumped）の日本語バージョン「金返せ」が収録された。

## 来歴
ベン・フォールズ・ファイヴは、1993年にベン・フォールズを中心としてチャペルヒルで結成した。彼らは、バンド名とは異なり3人組だった。ベンはバンド名について「ベン・フォールズ・スリーより響きがよいから」と説明している。ベンはかつて自分達の音楽を「泣き虫野郎のパンク・ロック」と評していた。
彼らの最初のラジオ・シングルは「Underground」で、1stスタジオ・アルバム『ベン・フォールズ・ファイヴ』（1995年発表）に収録されている。『ベン・フォールズ・ファイヴ』は、アメリカでは売上的に成功しなかったが、日本では30万枚以上の売上を記録し、日本のラジオ局J-WAVEからは1996年の年間最優秀新人アーティストに選ばれた。イギリスではシングル「Underground」が全英シングルチャートで37位を記録した。
1997年に発表された2ndスタジオ・アルバム『ワットエヴァー・アンド・エヴァー・アーメン』も、日本では3週間に30万枚の売上を記録するのに続き、イギリスでも全英アルバムチャートで30位を記録し、アルバムからカットされたシングル3曲がトップ40に入った（「Battle Of Who Could Care Less」：26位、「Kate」：39位、「Brick」：26位）。「Brick」は本国アメリカでヒットし（ビルボード・アダルトトップ40で11位を、トップ40メインストリームで17位を記録）、アルバムも全米アルバムチャートで42位を記録する彼らにとって最も大きなヒットとなった。
未発表音源を寄せ集めたアルバム『ネイキッド・ベイビー・フォトズ』（1998年発表、イギリスで65位、アメリカで94位を記録）をはさんで、3rdスタジオ・アルバムは落ち着いたジャズ風のアルバム『ラインホルト・メスナーの肖像』で、1999年に発表された。このアルバムはイギリスで22位、アメリカで35位を記録するも、日本では前々作・前作よりも劣る15万枚の売上を記録した。1998年にはバート・バカラックのトリビュート・アルバム『One Amazing Night』に「雨にぬれても」のカバーを提供、1999年に発売されたコソボ救済チャリティ・アルバム『No Boundaries: A Benefit for the Kosovar Refugees』に、バンドは曲「Leather Jacket」を提供した。
彼らの最後のリリースは、スティーリー・ダンの「Barrytown」のカヴァーで、『ふたりの男とひとりの女』のサウンドトラックに収録された。彼らは『ラインホルト・メスナーの肖像』のワールド・ツアーが続くなか、新アルバムの制作に取り掛かったが、結局2000年10月に友好的にバンドは解散した。
2012年に再結成し、9月18日に『サウンド・オブ・ザ・ライフ・オブ・マインド』を発売した。

## ディスコグラフィ

### アルバム
- 1995年 『ベン・フォールズ・ファイヴ』 （Ben Folds Five）
- 1997年 『ワットエヴァー・アンド・エヴァー・アーメン』（Whatever and Ever Amen）
- 1998年 『ネイキッド・ベイビー・フォトズ』（Naked Baby Photos）
- 1999年 『ラインホルト・メスナーの肖像』（The Unauthorized Biography of Reinhold Messner）
- 2005年 『ワットエヴァー・アンド・エヴァー・アーメン（リマスター・エディション）』
- 2012年 『サウンド・オブ・ザ・ライフ・オブ・マインド』（The Sound Of The Life Of The Mind）

### DVD
- 2001年 『セッションズ』（The Complete Sessions At West 54th）